# Prétensionneur de ceinture
Le prétensionneur ou prétendeur (termes retenus par la CELF en France et l'OQLF au Québec) de ceinture, est un dispositif de sécurité automobile passive associé à la ceinture de sécurité. Dans le règlement CEE-ONU n°16, notamment appliqué dans l'Union européenne, cet équipement apparaît sous le terme « dispositif de précharge ».

## Utilité
En cas de choc frontal, le corps des occupants est projeté vers l'avant. La ceinture de sécurité retient le corps, mais elle dispose d'un certain jeu : l'automobiliste n'est jamais plaqué totalement contre le dossier du siège, l'enrouleur a une légère course avant de se bloquer, et la ceinture va se déformer par élasticité. En cas de choc violent, la tête des occupants avant (conducteur et passager) peut donc percuter le volant, le tableau de bord ou le rétroviseur central.
De plus, si la voiture dispose d'un coussin gonflable de sécurité (« airbag »), la tête peut percuter le coussin en plein gonflage, ajoutant la vitesse de la toile à celle du corps.
Le prétendeur de ceinture est un dispositif qui se déclenche en cas de choc et qui tire la ceinture vers l'arrière, rattrapant le jeu en quelques millièmes de secondes et plaquant le corps contre le dossier du siège. Il assure un meilleur couplage entre l'occupant et le siège.
En France, la présence d'un prétendeur n'est pas obligatoire et cet équipement peut parfois être proposé en option.

## Fonctionnement
Le dispositif de déclenchement (accéléromètre, détecteur de choc) est similaire à celui du coussin gonflable.
La traction vers l'arrière peut se faire soit par un ressort, soit par une cartouche de gaz sous pression, soit par un dispositif pyrotechnique. Ce dispositif peut se situer du côté du point d'ancrage intérieur (là où l'on enclenche la ceinture), du côté du point d'ancrage extérieur, ou encore au niveau de l'enrouleur. La ceinture peut combiner plusieurs dispositifs de prétension afin d'optimiser son efficacité.
En général, un dispositif à déformation provoque un relâchement de la pression de la ceinture après le déclenchement, réduisant le risque de « coup de fouet » (lésion des vertèbres cervicales par projection de la tête vers l'avant par rapport au tronc). Il peut s'agir d'une déchirure de métal, similaire au système d'ouverture des canettes à boisson métalliques, ou bien d'une déformation plastique en torsion de l'axe de l'enrouleur.

## Risques
Le prétendeur provoque un mouvement du corps vers l'arrière, qui va à l'encontre du mouvement vers l'avant. Il en résulte un risque accru de traumatisme de ceinture (brûlures du thorax, fracture de côtes et de la clavicule) et de risque de traumatisme cervical. Ces risques sont en général considérés comme négligeables vis-à-vis des traumatismes encourus en cas du choc de la tête.
Si le dispositif ne s'est pas déclenché, il risque de se déclencher lors des manœuvres de désincarcération ; la mobilisation de la victime qu'il provoque aggraverait ses blessures. Pour cette raison, la ceinture est coupée dès le début de l'intervention si le véhicule est sur ses roues. Par ailleurs, les manœuvres de découpe risquent d'endommager le dispositif de traction et de libérer le gaz sous pression (explosion) ou le ressort (qui constituerait un projectile vulnérant).